# Districtul Rattanawapi
Rattanawapi (în thailandeză รัตนวาปี) este un district (Amphoe) din provincia Nong Khai, Thailanda, cu o populație de 36.920 de locuitori și o suprafață de 204,007 km².

## Componență
Districtul este subdivizat în 5 subdistricte (tambon), care sunt subdivizate în 61 de sate (muban).
| Nr. | Nume             | În thailandeză | Sate | Locuitori |  |
| --- | ---------------- | -------------- | ---- | --------- |  |
| 1.  | Rattanawapi      | รัตนวาปี         | 12   | 7,699     |  |
| 2.  | Na Thap Hai      | นาทับไฮ         | 10   | 8,219     |  |
| 3.  | Ban Ton          | บ้านต้อน         | 9    | 3,775     |  |
| 4.  | Phra Bat Na Sing | พระบาทนาสิงห์    | 17   | 11,044    |  |
| 5.  | Phon Phaeng      | โพนแพง         | 13   | 6,183     |  |